# 金慧利
金慧利（1969年12月23日—），韓國女演員，曾奪得1988年韓國小姐「善」小姐（全國總亞軍）的榮譽。

## 演出作品

### 電視劇
- 1992年：MBC《嫉妒》飾演 裴蒂莉
- 1992年：KBS《沒有早晨之星》
- 1996年：KBS《趙光祖》飾演 端敬王后
- 1996年：KBS《龍之淚》飾演 孝嬪金氏
- 1998年：SBS《王與妃》飾演 世宗惠嬪楊氏
- 1999年：MBC《我們真的愛過嗎？》
- 2000年：KBS《太祖王建》飾演 王妃康氏
- 2002年：SBS《壞女孩》
- 2005年：MBC《辛旽》飾演 奇皇后
- 2006年：MBC《不可阻擋的High Kick！》
- 2007年：MBC《拍賣行》
- 2008年：KBS《風之國》飾演 美優夫人
- 2011年：SBS《薔薇的戰爭》飾演 李惠珠
- 2013年：MBC《醜聞：極具衝擊性與不道德的事件》飾演 高主蘭
- 2014年：KBS《Trot戀人》飾演 楊朱熙
- 2015年：SBS《媽媽我媳婦》飾演 秋卿淑
- 2016年：KBS《天上的約定》飾演 朴幼京
- 2016年：tvN《灰姑娘與四騎士》飾演 池花子
- 2016年：SBS《愛是點點滴滴》飾演 南英淑
- 2017年：KBS《最強送餐員》飾演 鄭惠蘭
- 2018年：KBS《讓開，命運啊》飾演 崔秀熙

### 電影
- 1991年：《死的讚美》
- 2003年：《千年湖（日语：千年湖）》（原題：천년호）
- 2004年：《龍爭虎鬥》

## 外部連結
- 金慧利的Instagram帳戶
- NAVER （页面存档备份，存于）